# Bertil Melén
Bertil Hjalmar Melén, född den 1 augusti 1921 i Eskilstuna, död den 10 juli 2011 i Stockholm, var en svensk läkare.
Melén avlade studentexamen 1940 och medicine kandidatexamen vid Karolinska institutet i Stockholm 1944. Han var vikarierande assistent vid Stockholms stads bakteriologiska laboratorium periodvis 1944–1948 och vikarierande underläkare vid medicinska avdelningen på Gävle lasarett 1948. Melén avlade medicine licentiatexamen 1949. Han blev laboratorieläkare vid sjukhusdirektionens bakteriologiska centrallaboratorium i Stockholm 1949, läkare vid virusavdelningen på Statens bakteriologiska laboratorium 1955 och laborator vid sjukhusdirektionens bakteriologiska centrallaboratorium 1957. Melén promoverades till medicine doktor vid Karolinska institutet 1959 och blev docent i virologi där 1960. Han blev överläkare och klinikchef vid Mikrobiologiska centrallaboratoriet i Stockholm 1974. Melén publicerade skrifter i bakteriologi och virologi. Han vilar på Danderyds kyrkogård.